# 大竹圍
大竹圍，是台灣桃園市蘆竹區的一個傳統地域名稱，位於該區西南半葉的西部。相較於今日行政區，其範圍大致包括宏竹里、富竹里不含北部（桃園大圳第2-16號池外圍北側及東側的兩小區域）、大竹里、上竹里、蘆竹里西部凸出部分及南部靠近牛角坡尾聚落的一小塊地。

## 歷史
台灣清治末期至日治前期，大竹圍地區為一街庄，稱為「大竹圍庄」，隸屬於桃澗堡。該庄西北與大牛稠庄、竹圍庄為鄰，東北與蘆竹厝庄、南崁下庄為鄰，東南邊為埔仔庄、新興庄、中興庄，西南邊為新庄仔庄、埔心庄。
1901年（日治明治三十四年）11月，全台廢縣廳改設二十廳，該庄隸屬於桃仔園廳。1903年（明治三十六年），改名桃園廳。1909年（明治四十二年）10月，合併二十廳為十二廳，該庄隸屬不變。1920年（大正九年），該庄改制為「大竹圍」大字，隸屬於新竹州桃園郡蘆竹庄。
戰後蘆竹庄改制為蘆竹鄉，隸屬於新竹縣，大字亦改制為村。1950年桃、竹、苗分治，蘆竹鄉改隸屬於桃園縣。2014年12月桃園縣升格為直轄桃園市，蘆竹鄉改制為蘆竹區，村亦改制為里。

## 聚落
本地區發展較早的聚落有杵尾仔、竹圍仔、藍投厝（林投厝）、再勢埔（西勢埔）、坡尾、西勢埔、茶藔仔、大口坡尾、牛角坡尾、大竹圍、八角坡腳、八角坡尾等，在日治期初期的官方地圖上已有記載。此外，本地區尚有北油池、南油池、大竹等聚落。

## 桃園大竹重劃區

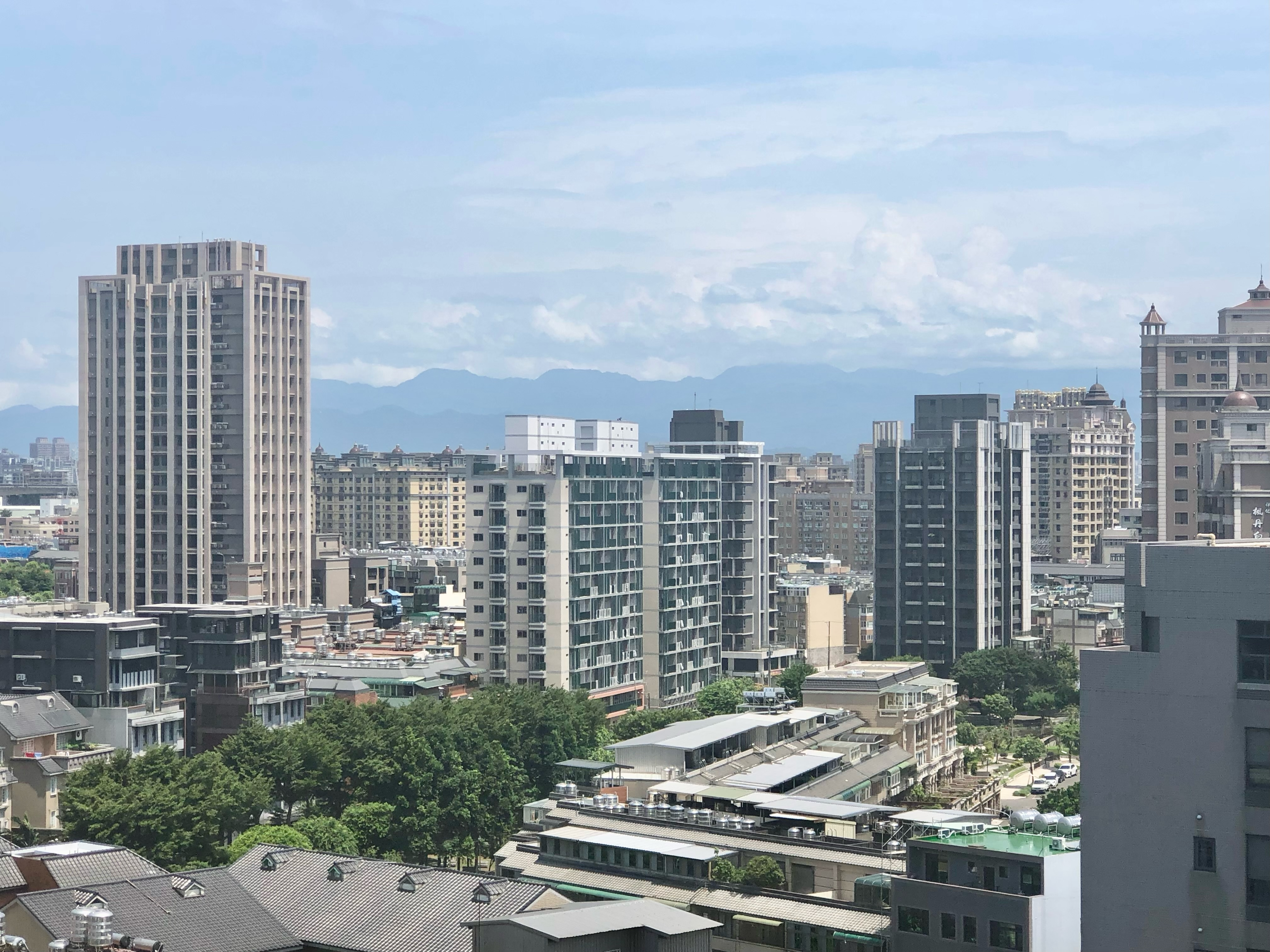
桃園大竹地區街景

桃園大竹重劃區，簡稱大竹重劃區，是桃園市政府於此地規劃的一處都市計畫區域，範圍約以大竹路、大興路及中興路為界。桃園縣政府於民國77年至80年間辦理桃13、14期大竹市地重劃將大竹路、上竹二街、上竹路和愛國一路間變更為住宅區，其上竹路（長600公尺）僅開闢南側部分寬10公尺。 重劃區內的高綠覆率規劃，區內擁有三座大型埤塘公園，公園旁建構了慢活步道供民眾散步舒壓。近年完工的桃園圖書館大竹分館有親子互動式媒體設備、多元化藏書與日照公托服務。

### 交通
大竹重劃區可透過中壢服務區聯外道路，約5分鐘車程可上國道1號，且能利用附近的機場支線連結國道3號。目前正推動的桃園捷運第二階段路網中，以輕軌系統規劃的「桃園青埔線」，路線將大竹地區與桃園高鐵站、桃園市立體育場串聯起來。

#### 國道
- 國道一號
  - 52 機場系統機場系統交流道
- 國道二號（機場支線）
  - 5 大竹大竹交流道
  - 8 機場系統機場系統交流道

#### 快速道路
- 台61線：西濱快速公路
  - 19 蘆竹蘆竹交流道

## 交通
國道2號是桃園國際機場至國道3號鶯歌系統交流道的高速公路，西段又稱「機場支線」，大致以西北—東南走向轉橫向再轉北北西—南南東走向蜿蜒經過大竹圍地區南部。境內未設交流道，最近的是西北邊界外不遠處省道台31線交會處的大竹交流道，由此向西北可前往機場，向東南可前往國道1號機場系統交流道、桃園、八德、國道3號鶯歌系統交流道。
省道台31線又稱「高鐵橋下桃園段道路」，是蘆竹至湖口與高鐵併行的平面幹道，大致以東北—西南走向蜿蜒經過本地區北部。由此向東北可前往蘆竹的高鐵沿線各地並止於台4線路口，向西南可前往國道2號大竹交流道及大園、中壢、新屋、楊梅、湖口的高鐵沿線各地。
市道110號是大園至新店的道路，大致以橫向轉西北—東南走向經過本地區西南部。由該道路向西轉北北西可前往新庄子、埔心、大園市區北側並止於省道台15線路口，向東南可前往桃園、鶯歌、三峽等地。
區道桃6線（南竹路五段～三段）是大竹至龜山大湖的道路，其西側端點位於本地區西南部大竹聚落市道110號路口。由此向東北轉東北東再轉東北出境後，可前往南崁、龜山大坑、大湖並止於忠義路二段路口。
區道桃15線（富國路二段～一段）是水尾至埔子的道路，大致以北北西—南南東走向轉橫向再轉北北西—南南東走向經過本地區東南部凸出部分。由該道路向北北西可前往蘆竹厝地區東北部省道台4線路口，向南南東可前往埔子並止於市道110號路口。
區道桃19線（大華街、光華街、大竹路）是水尾至大竹的道路，其南側端點位於本地區南部大竹聚落的市道110號路口。由此向西北轉東北再轉北北西再轉東北出境後，可前往蘆竹厝地區北部水尾聚落西北側的省道台4線路口。

## 學校
- 大竹國中（含附設幼兒園）
- 大竹國小
- 蘆竹幼兒園

## 景點
- 大竹觀光休閒公園
- 上竹池塘公園
- 六股埤塘生態公園
- 金格食品卡司蒂菈樂園
- 桃園市立圖書館大竹分館
- 228紀念公園
- 綠2環保公園